# Сыа Толыш
Сыа Толыш (тал. Сыә Толыш, Sьə Тоlьş, азерб. Кьzьl Таlьş буквально «Красный Талыш») — талышская национальная газета, выходившая в Азербайджанской ССР в период с 1931 года по 1939 год.

## История
В 1930-е гг. была проведена значительная работа в области исследования талышского языка. В рамках политики коренизации было издано много переводов художественной литературы, талышский язык был исследован и азербайджанскими учеными языковедами. Начали издаваться газеты и журналы на талышском. К этому времени приходится и возрождение талышской литературы.
С 21 января 1931 года под редакцией Бойукага Мирсалаева и ответственного секретаря Музаффара Насирли тиражом в 1500 штук начала издаваться газета под названием "Кьzьl Таlьş'’ («Красный Талыш»), известна, как первая носящая название «Талыш», и первая газета, на страницах которой издавались статьи на талышском языке.
С 05 декабря 1931 года газета сменила название на «Sьə Тоlьş» («Красный Талыш») в виду того, что газета служила главным образом талышским трудящимся.
После пленума ЦК, состоявшегося 6 июня 1937 г. накануне XIII съезда Компартии Азербайджана, где обсуждался вопрос о содержании предстоящего отчета ЦК съезду, в числе других был затронут вопрос об очищении азербайджанского языка от фарсидских, арабских и османских наслоений. Один из участников обсуждения заговорил о необходимости «очищения татского языка». На что Мирджафар Багиров сказал — «Я думаю, пора перейти от татского, курдского, талышского языков к азербайджанскому языку. Наркомпрос должен проявить инициативу, все они азербайджанцы».
После данного пленума было принято решение от отхода обучения на иных языках и перехода на азербайджанский язык, были закрыты школы на талышском языке, прекращены периодические издания, а талышские учёные и общественные деятели (Зульфугар Ахмедзаде, Музаффар Насирли и др.) подверглись репрессиям.
С начала 1938 года количество статей на талышском языке стало уменьшаться, а с 22 сентября 1938 года газета стала полностью выходить на азербайджанском языке.
Последний номер под названием «Sьə Тоlьş» был издан 18 февраля 1939 года, после газета была переименована в «Sosialist subtripiqi» («Социалистические Субтропики»). С 16 июня 1957 года название было изменено на «Ленинчи» («Ленинец»), 22 сентября 1990 года на «Lənkəran» («Ленкорань») и сейчас газета издается под этим названием.

## Цель и тематика газеты
Газета «Sьə Тоlьş» возложила на себя важные обязательства в изучении талышского края, талышского языка, талышской литературы, талышской истории. В исполнение этих обязанностей она публиковала на своих страницах большие материалы по политической, экономической, социальной и культурной областях жизни. Среди задач большое значение придавалось стихотворениям и работам по фольклору, по которым были изданны различные ценные статьи. Стихотворения до 1938 года издавались на азербайджанском и талышском языках, а с 1938 года — на азербайджанском языке. В стихах использовались традиционные темы эпохи: коммунистическая партия, комсомол, колхоз, рабочий, тракторист, Ленин, Сталин и другие. Вследствие этого в стихах на первом плане стояла задача передачи идеологии. Газета также проводила важную работу по сбору талышского фольклора. Важность этих работ заключалась в поддержке деятельности по сбору фольклорных образцов и их периодического издания на своих страницах. Статья же Музаффара Насирли «Тоlьşə folqlori həxədə can gъləjъ sьxan» («Несколько слов о талышском фольклоре») стала одним из важных источников по изучению талышского фольклора.
«Местная газета, опираясь на честных трудящихся корреспондентов Ленкорани, Астары, Лерика, Астраханбазара и Масаллы, должна как прожектор направить свой свет на Талышские горы»  - говорилось в газете. Эту задачу она с успехом выполнила.
В первом номере газеты указывается, что газета является даром Советского правительства талышскому народу и о том, что талышский народ заслуживает развитие талышского алфавита, языка, литературы. Газета дала большой толчок в развитии талышской поэзии. Наиболее часто публикуемыми талышскими поэтами того времени были З. Ахмедзаде, М. Насирли, Г. Казымов, Х. Гулиев, А. Гулиев, С. Алиева.